# Луцій Генуцій Авентіненс (консул 303 року до н. е.)
Луцій Генуцій Авентіненс (лат. Lucius Genucius Aventinensis; ? — після 303 до н. е.) — політичний, державний та військовий діяч часів Римської республіки, консул 303 року до н. е.

## Життєпис
Походив з роду Генуціїв, плебейської гілки Авентіненсів (тобто тих, хто уходив на Авентін на знак протесту проти дій патриціїв). Про батьків нічого невідомо. 
У 303 році до н. е. його було обрано консулом разом з Сервієм Корнелієм Лентулом. На початку каденції заснував римські колонії у містах Сора (землі вольсків) і Альба (землі еквів), де поселив 4 і 6 тисяч колоністів відповідно.
Потім разом з колегою розслідував змову мешканців Фрузіона (сучасний Фрозіноне), які раніше підбурювали плем'я герніків повстати проти Римської республіки. Усі змовники були страчені. Після цього спільно з Сервієм Корнелієм Лентулом здійснив похід до Умбрії проти розбійників, які зміцнилися у тамтешніх печерах. Відповідно до Тита Лівія було знищено близько 2 тис. злодіїв. 
З того часу про подальшу долю Луція Генуція Авентіненса згадок немає.

## Родина
Ймовірно його синами були:
- Гай Генуцій Клепсіна, консул 276 і 270 років до н. е.
- Луцій Генуцій Клепсіна, консул 271 року до н. е.